# Atmosphère contrôlée
L'atmosphère contrôlée ou atmosphère modifiée est la modification et le contrôle de la composition en gaz d'une ambiance donnée. Cette ambiance peut être celle d'une fabrication industrielle quand il s'agit de fabriquer des produits ou des objets qui serait autrement altérés s'ils étaient fabriqués dans des conditions atmosphériques courantes ; ce procédé peut aussi être mis en œuvre pour le stockage de productions agricoles vivrières non transformées si ces produits à stocker sont dégradés dans les conditions habituelles.

## Différence entre conditions modifiées et conditions contrôlées
Dans les conditions habituelles où nous vivons, on mesure les proportions volumiques approximatives suivantes en ce qui concerne les gaz atmosphériques : diazote (N2) 79,10 % - dioxygène (O2) 20,90 % - gaz carbonique (CO2) 0,03 %. Note : même si l'on s'exprime ici en pourcentage, il est plus correct de parler en termes de pressions partielles pN2, pO2 et pCO2.
On comprendra rapidement que l'on peut sans trop de difficulté modifier la composition atmosphérique d'une ambiance, par exemple à la suite d'une combustion où tout l'oxygène d'un espace clos sera consommé et remplacé spontanément par les produits de cette même combustion. Par contre, parvenir à fabriquer un équilibre de valeurs atmosphériques différent de l'équilibre où nous évoluons habituellement requiert une maîtrise technique bien plus sophistiquée. En effet, dans le cas des atmosphères contrôlées, le défi sera toujours dans un premier temps de fabriquer une composition atmosphérique donnée, et dans un deuxième temps de maintenir cette composition dans des limites de variations les plus faibles possibles.

## Exemple industriel: la conservation des végétaux
Il a été observé dans les temps anciens que si l'on modifiait habilement les conditions atmosphériques de stockage de certains produits végétaux en « survie » après la récolte (par exemple les olives dans les poteries égyptiennes scellées), on pouvait nettement prolonger leur durée de vie durant leur stockage. Longtemps une telle pratique est restée empirique et le plus souvent aléatoire. Mais, pour que cette technologie si particulière se développe dans le domaine des végétaux, et tout d'abord celui des fruits, il aura fallu attendre les travaux de Bérard (France), puis ceux de Kidd et West (Royaume-Uni) et après eux, ceux de nombreux physiologistes spécialistes de la maturation des végétaux comme Diley, Kader, Ulrich ou Marcellin.
De nos jours, les clés du succès pour mieux conserver les produits végétaux après récolte, grâce à la modification et à la stabilisation d'une atmosphère particulière, sont bien identifiées et maîtrisés.

### Différentes atmosphères contrôlées commerciales
Dans le cas de la conservation des pommes et des poires, on parle d'atmosphères classiques quand on maintient les fruits dans une ambiance comportant environ 3 % de dioxygène (O2) et d'atmosphères ULO (ultra low oxygen) quand on tend à passer sous la barre de 1,00 % de dioxygène. Sous ces conditions particulières et en associant une réfrigération adéquate, on est capable aujourd'hui de préserver ce type de fruit pendant 4 à 6 mois voire 10 à 12 mois.